# Gouritsmond
Gouritsmond is een dorp in de Zuid-Afrikaanse provincie West-Kaap. Gouritsmond behoort tot de gemeente Hessequa dat onderdeel van het district Tuinroute is.